# Make-Up
Ne doit pas être confondu avec The Make-Up.
Make-Up, stylisé MAKE-UP, est un groupe de heavy metal et hard rock japonais. Il est formé en 1983 par le chanteur Nobuo Yamada alias NoB, séparé en 1987, puis reformé en 2009 et 2010. Il a notamment interprété les génériques et chansons originales de la série d'animation japonaise Les Chevaliers du Zodiaque.

## Biographie
Le groupe est formé en 1983 par le chanteur Nobuo Yamada alias NoB. En 1984, ils jouent leur premier concert et publient leur premiers albums Howling Will et Straight Liner.
En 1985, ils publient leur troisième album Born to Be Hard et leur dernier album Rock Legend of Boys and Girls.
En 1986, le groupe est invité Nippon Columbia pour chanter les génériques et chansons originales de la série d'animation japonaise Les Chevaliers du Zodiaque,. Pegasus Fantasy deviendra l'une des chansons les plus connues de tous les temps. Après les albums de Saint Seiya, le groupe se sépare en 1987et les membres continuent leurs carrières solos.
En 2004, Nippon Columbia publie Make-Up 20th Anniversary Memories of Blue, un coffret qui comprend cinq CD et un DVD live, mais sans nouvelles chansons. Le groupe se reforme en 2009, pour une courte durée jusqu'en 2010.

## Membres
- Nobuo Yamada - chant
- Hiroaki Matsuzawa - guitare
- Yōgo Kōno - claviers
- Yasuyoshi Ikeda - basse
- Yoshihiro Toyokawa - batterie

## Discographie

### Albums studio
- 1984 : Howling Will
- 1984 : Straight Liner
- 1985 : Born to be Hard
- 1985 : Rock Legend of Boys and Girls
- 1986 : SAINT SEIYA HIT KYOKUSHÛ 1
- 1989 : Glory Days - Make-Up Best Collection
- 1993 : Rock Joint Bazzar
- 1996 : Saint Seiya 1996 Songs Collection
- 2004 : Make-Up 20th Anniversary Memories of Blue
- 2009 : The Voice From Yesterday

### Singles
- 1984 : Fox on the Run
- 1985 : Find Out - Remixed Long Version
- 1986 : Get the Hero
- 1986 : Pegasus Fantasy
- 2009 : Pegasus Fantasy 2009 ver.
- 2012 : Pegasus Fantasy ver. omega (par "MAKE-UP feat.中川翔子")